# Gourin
Gourin (en bretó Gourin) és un municipi francès, situat a la regió de Bretanya, al departament d'Ar Mor-Bihan. L'any 2006 tenia 4.193 habitants.

## Llengua bretona
A l'inici del curs 2007 el 16,3% dels alumnes del municipi eren matriculats a la primària bilingüe. Malgrat pertànyer a la zona bretonòfona de dialecte gweneg (vanetès), al municipi es parla el dialecte kerne (cornuallès), i tradicionalment ha estat vinculat al bisbat de Cornualla.

## Administració
| Període | Identitat        | Partit |
| ------- | ---------------- | ------ |
| 2001-   | David Le Solliec | UMP    |

## Personatges il·lustre
- Georges Cocheveloù, pare d'Alan Stivell, era originari de Gourin